# Asch-Scharīf ar-Radī
asch-Scharīf ar-Radī (arabisch الشريف الرضي, DMG aš-Šarīf ar-Raḍī ‚der wohlgefällige Edle‘, persisch سید رضی Seyyed Razi; eigentlich محمد بن الحسين بن موسى / Muḥammad b. al-Ḥusain b. Mūsā; * um 970 in Bagdad; † 1016), auch bekannt als Scharif Razi, war ein schiitischer Theologe und Dichter. Sein Vater stammte von Kazim, dem 7. Imam der Schiiten, ab und seine Mutter vom 4. Imam Ali ibn Husain. Der Gelehrte und Korankommentator asch-Scharīf al-Murtadā ist sein älterer Bruder. Er war einer der Schüler Scheich Mufids.

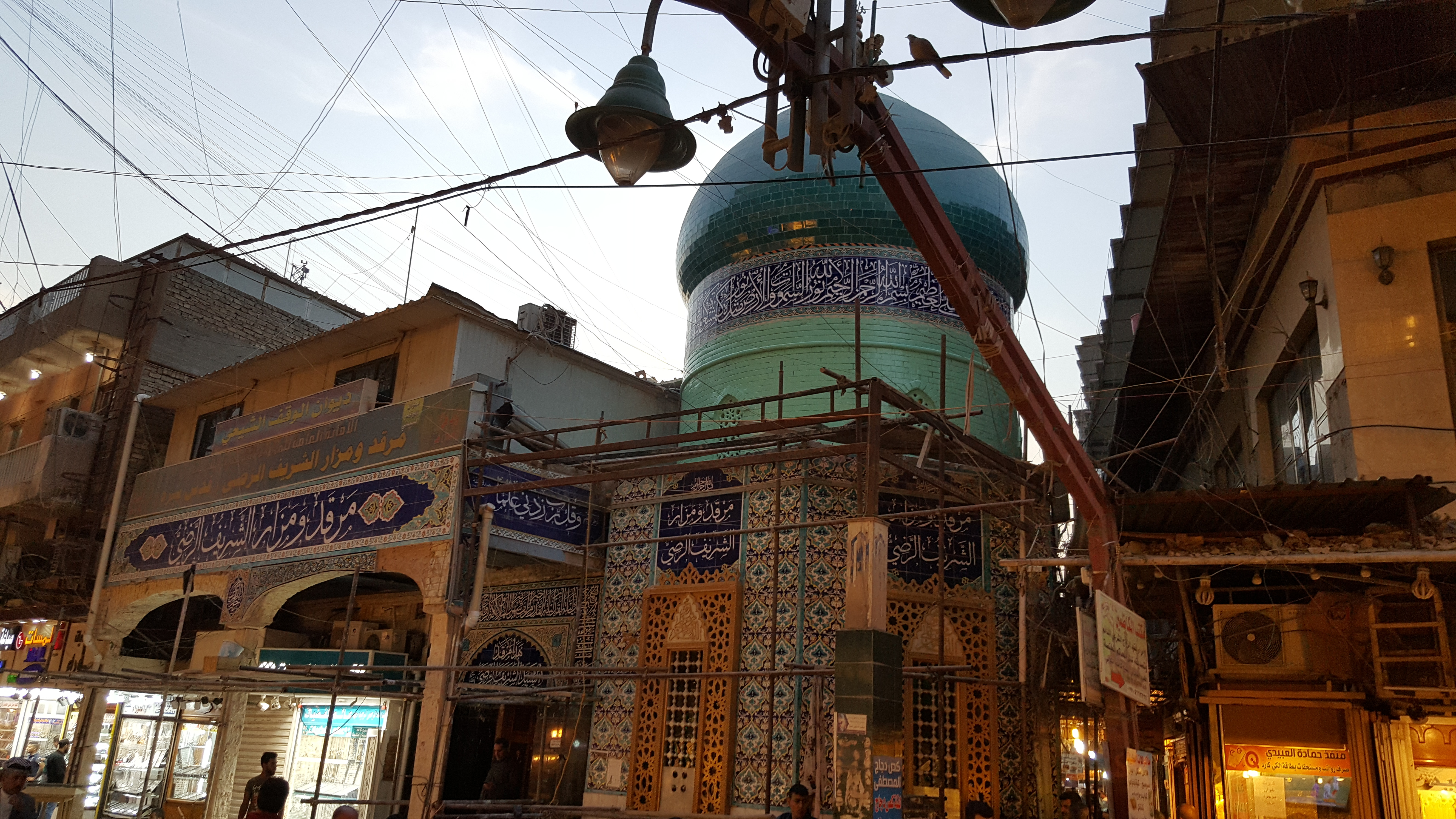
Schrein des Sayed Radi

In Bagdad hatte er die Funktion des Obmanns (naqīb) der Aliden inne.
Scharif Radhi schrieb verschiedene Werke über den Islam und die Interpretation des Korans. Sein berühmtestes Werk ist das Nahdsch al-Balāgha, eine Zusammenstellung von Aussprüchen und Reden Imam Alis.
Er gründete eine Schule namens Dar al-ʿIlm (دار العلم, wörtlich „Haus der Wissenschaft“), worin er viele Schüler ausbildete, von denen einige später selbst Gelehrte wurden.

## Werke (Auswahl)
- Nahdsch al-Balāgha (Pfad der Eloquenz)
- Kitab al-Mutaschabih fi l-Qur’an (Buch des Mehrdeutigen im Koran)
- Madschazat al-Athar an-nabawiyya (Die Spuren der Wunder des Propheten)
- Talchis al-Bayan ʿan Madschazat al-Qur’an (Zusammenfassung der Erläuterung der Wunder des Koran)
- Kitab al-Chasa’is (Buch der Charakteristiken)